# Gwangmyeong
Gwangmyeong es una ciudad en la provincia de Gyeonggi, Corea del Sur. Limita al norte con Seúl, con Anyang al este y sur y con Siheung en el suroeste.
La ciudad de Gwangmyeong alberga la tienda IKEA más grande del mundo con 59,000 metros cuadrados (640,000 pies cuadrados),  junto con una gran tienda Costco y una tienda Lotte Premium Outlet.

## Historia
El área de la ciudad de Gwangmyeong era parte del antiguo (u original) Condado de Siheung como en las áreas de Yeongdeungpo, Guro y Geumcheon. Pertenecía a los municipios del oeste (서면) y del sur (남면) del condado original de Siheung. En 1914, los dos municipios se fusionaron en el municipio del oeste del condado de Siheung "ampliado".
En 1963, la parte norte de Gwangmyeong (en ese momento, la parte norte de West Township en el condado de Siheung) se fusionó en un Seúl ampliado (es decir, distritos de planificación urbana en Seúl. 서울시 도시 계획 as) como con Gwacheon (en ese tiempo Gwacheon era un municipio en el condado de Siheung) y el municipio de Sindo del condado de Goyang (ahora parte de la ciudad de Goyang que limita con Seúl). El barrio de Gwangmyeong (Gwangmyeong-dong) y Cheolsan (Cheolsan-dong) se desarrollaron como una zona de residencia junto a Seúl y se planeó provisionalmente su fusión administrativa con la Ciudad Metropolitana de Seúl. En 1974, Gwangmyeong-ri y Cheolsan-ri se convirtieron en una parte de la rama del condado de Gwangmyeong (광명 출장소) y en 1979 la parte sur del área de Gwangmyeong se convirtió en la ciudad de Soha (소하 읍). En 1981, la anexión a Seúl fracasó debido a que el crecimiento rápido e inesperado de Seúl preocupaba en gran medida a los funcionarios del gobierno. En consecuencia, la sucursal del condado de Gwangmyeong y la ciudad de Soha se fusionaron y formaron una nueva ciudad de Gwangmyeong, en lugar de anexarse a Guro-gu, Seúl.
En la década de 1980 y principios de la década de 1990, se construyeron muchos complejos de apartamentos en Cheolsan-dong y Haan-dong. La población aumentó hasta 300,000. En 1995, el límite Seúl-Gwangmyeong fue reajustado, en el cual una pequeña parte de Cheolsan-dong se combinó en el recién creado Geumcheon-gu, Seúl. En 2004, la estación de Gwangmyeong estaba abierta, y en 2010, se construyeron complejos de apartamentos en Soha-dong.

## Ciudades hermanadas
- Austin, Texas, EE. UU.
- Liaocheng, China
- Osnabrück, Alemania